# Bicon luctuosus
Bicon luctuosus là một loài bọ cánh cứng trong họ Cerambycidae.